# Estonské fotbalové mistrovství 1924
Čtvrtý ročník Eesti jalgpalli meistrivõistluste 1. klass (Estonského fotbalového mistrovství) se konal od 28. srpna do 11. listopadu 1924.
Soutěže se zúčastnilo čtyři kluby v systému play off. Vítězem turnaje se stal potřetí ve své klubové historii ESK Tallinna Sport, který porazil ve finále obhájce titulu JK Tallinna Kalev (1:0, 1:3,1:1 a 2:0).